# 克莉絲汀·弗洛賽斯
克莉絲汀·弗洛賽斯（挪威語：/ˈfroʊsɛθ/，1996年9月21日—），美國和挪威女演員及模特兒。曾與多間知名時尚品牌合作，以擔任其廣告模特兒，如普拉達、維多利亞的秘密、亞曼尼、H&M和Miu Miu。在演藝圈，她以在Netflix電視劇《新社會》和Hulu電視劇《尋找阿拉斯加》（皆為2019年）中的演出而聞名。

## 早期生活
克莉絲汀·弗洛賽斯出生於美國紐澤西州的郊區，雙親皆為挪威人；早期因她父親的工作的關係，一家人時常在挪威奧斯陸和紐澤西州兩地往返。弗洛賽斯表示，她們一家在挪威時是住在樹林裡，所以生活步調較輕鬆，相較之下紐澤西州則是個競爭激烈的地方；並說：「美國人沒有『關機』按鈕，這很瘋狂。對我來說，環遊自然和騎馬是最好的『關機』按鈕。」

## 職業生涯

### 時尚
弗洛賽斯起初在挪威的Ski Storsenter走秀試鏡中起步，之後在紐澤西州本地商場的時裝秀中被模特兒經紀公司IMG模特的星探發掘。之後，年紀輕輕的她成為了普拉達、維多利亞的秘密、亞曼尼、Juicy Couture、H&M、Miu Miu等知名時尚品牌的廣告模特兒，並出現在《Teen Vogue》，《ELLE》和雜誌中。
弗洛賽斯的身高為171公分，但其理想高度為175公分以上；她表示，2017年夏天時曾遇過一個被經紀人要求減肥而只吃黃瓜、最後暈倒的模特兒，這令她感到傷心，但所幸她的家人和經紀公司相當愛護她。

### 演藝
成為一名成功的模特兒數年後，一直很喜歡電影的弗洛賽斯參加了電影的試鏡。選角導演發現她的照片並鼓勵她去試鏡約翰·葛林小說《尋找阿拉斯加》的改編電影；但其電影並未拍成。2016年，弗洛賽斯在威肯的〈False Alarm〉MV中演出；同年，她被選為約翰·阿吉維德·林德奎斯特小說《血色童話》的TNT改編電視劇試播集的女主角。弗洛賽斯出演的首部電影為《叛逆的麥田捕手》（2017年），由尼可拉斯·霍特和柔伊·德區主演，弗洛賽斯在片中飾演了一個小角色。2018年，她出演了兩部Netflix電影《魯妹席艾拉》和《使徒》，以及Epix迷你劇《HQ事件的真相》。
先前未拍成電影的《尋找阿拉斯加》於2018年5月由Hulu買下成為以8集組成的迷你劇。2018年10月30日，原作者葛林宣布，弗洛賽斯將在劇中擔飾演女主角阿拉斯加·楊（Alaska Young）。該劇於2019年10月18日在Hulu上播出。同年11月，弗洛賽斯簽約加入Netflix青少年懸疑電視劇《新社會》的演出陣容，她在劇中飾演一名受同齡人歡迎的女孩凱莉（Kelly）。
2020年2月11日，據《綜藝》報導，弗洛賽斯將主演莎拉·亞丁納·史密斯執導的電影《天堂鳥》，並已於匈牙利布達佩斯開始拍攝。

## 個人生活
弗洛賽斯因工作的關係而長期住在紐約布鲁克林區。雖然時常在時尚圈擔任模特兒，但弗洛賽斯聲稱她不是個時尚狂熱者，也不會花太多時間購物。瑪莉詠·柯蒂亞、伊莎貝·雨蓓和蕾雅·瑟杜等法國演員都是弗洛賽斯欣賞的對象，她說：「她們對我來說是如此真實，且看起來是如此原始且純樸。」除此之外，她的時尚偶像還包括了克莉絲汀·史都華和歐森雙胞胎。

## 作品列表

### 電影
| 年份 | 標題                 | 角色                   | 附註    |
| ---- | -------------------- | ---------------------- | ------- |
| 2016 | 《毫無根據》（Unfounded）     | 奧黛莉（Audrey）             | 短片    |
| 2017 | 《叛逆的麥田捕手》   | 雪莉·布萊尼（Shirley Blaney）        |         |
| 2017 | 《很漂亮》（Pretty Is）       | 荷妮（Honey）               | 短片    |
| 2018 | 《魯妹席艾拉》       | 薇若妮卡（Veronica）           |         |
| 2018 | 《使徒》             | 費恩（Ffion）               |         |
| 2019 | 《惡靈20》           | 瑪德琳（Madeleine）             | DVD首映 |
| 2019 | 《低潮》             | 瑪莉（Mary）               |         |
| 2019 | 《助理風暴》         | 西恩娜（Sienna）             |         |
| 2021 | 《天堂鳥》           | 梅琳·伊莉絲·杜蘭德（Marine Elise Durand） |         |
| 2022 | 《锋利的棍子》       | 莎拉·裘（Sarah Jo）            |         |
| 2022 | 《如何炸毁一条管道》 | 罗温（Rowan）               |         |
| 2024 | 《噢，加拿大》       | 艾莉西亞（Alicia）           |         |

### 電視
| 年份 | 標題               | 角色                | 附註               |
| ---- | ------------------ | ------------------- | ------------------ |
| 2013 | 《新面貌》（New Face）     | 她自己              | 網路劇             |
| 2016 | 《朱尼爾》（Junior）     | 傑絲（Jess）            | 10集               |
| 2017 | 《血色童話》       | 艾莉（Eli）            | 未售出的試播集     |
| 2018 | 《HQ事件的真相》   | 諾拉·凱勒根（Nola Kellergan）     | 迷你劇；10集       |
| 2019 | 《新社會》         | 凱莉·奧瑞奇（Kelly Aldrich）     | 11集               |
| 2019 | 《尋找阿拉斯加》   | 阿拉斯加·楊（Alaska Young）     | 迷你劇；8集        |
| 2020 | 《當街燈亮起時》   | 克麗希·夢露（Chrissy Monroe）     | 網路劇；單集：〈〉 |
| 2022 | 《第一夫人》       | 年輕時期的贝蒂·福特 | 3集                |
| 2022 | 《美國恐怖故事集》 | 寇比·雷·戴勒姆（Coby Rae Dellum）  | 單集：〈〉         |
| 2023 | 《浮華年代》       | 南·聖喬治（Nan St. George）       | 主演               |

### MV
| 年份 | 標題               | 角色 | 藝人           | 附註 |
| ---- | ------------------ | ---- | -------------- | ---- |
| 2016 | 〈虛驚一場〉       | 女孩 | 威肯           |      |
| 2016 | 〈殺了我愛你〉（Killing Me To Love You） | 女子 | 溫哥華睡眠診所 |      |

## 外部連結
- 克莉絲汀·弗洛賽斯在互联网电影资料库（IMDb）上的資料（英文）
- 克莉絲汀·弗洛賽斯的Instagram帳戶
- . DramaQueen電視迷.   [2020-05-25]. （原始内容存档于2020-09-26）.